# Hrabstwo Warren (Ohio)

Piramida wieku hrabstwa

Hrabstwo Warren – hrabstwo w Stanach Zjednoczonych, w stanie Ohio. Założone 1 maja 1803 roku. Według danych z 2000 roku hrabstwo miało 158 383 mieszkańców.

## Miasta
- Franklin
- Lebanon
- Mason
- Springboro

## Wioski
- Butlerville
- Corwin
- Harveysburg
- Maineville
- Morrow
- Pleasant Plain
- South Lebanon
- Waynesville

## CDP
- Five Points
- Hunter
- Kings Mills
- Landen
- Loveland Park